# پیپوفزین
پیپوفزین (انگلیسی: Pipofezine) که آزافن نیز خوانده می‌شود نوعی داروی ضدافسردگی سه حلقه‌ای است که در روسیه برای درمان افسردگی به تأیید رسیده است. این دارو در اواخر دهه ۱۹۶۰ معرفی شد و هنوز نیز به کار می‌رود.
این دارو مهارکننده توانمند بازجذب سروتونین است. پیپوفزین علاوه بر ویژگی‌های ضدافسردگی، دارای اثرات آرامبخشی نیز هست که این مسئله می‌تواند نشانگر فعالیت آنتی هیستامینی آن باشد. ویژگی‌های آنتی کولینرژیک و آنتی آدرنرژیک چندان مشخص نشده‌اند، اما احتمال آن‌ها می‌رود.